# García Jiménez de Cisneros

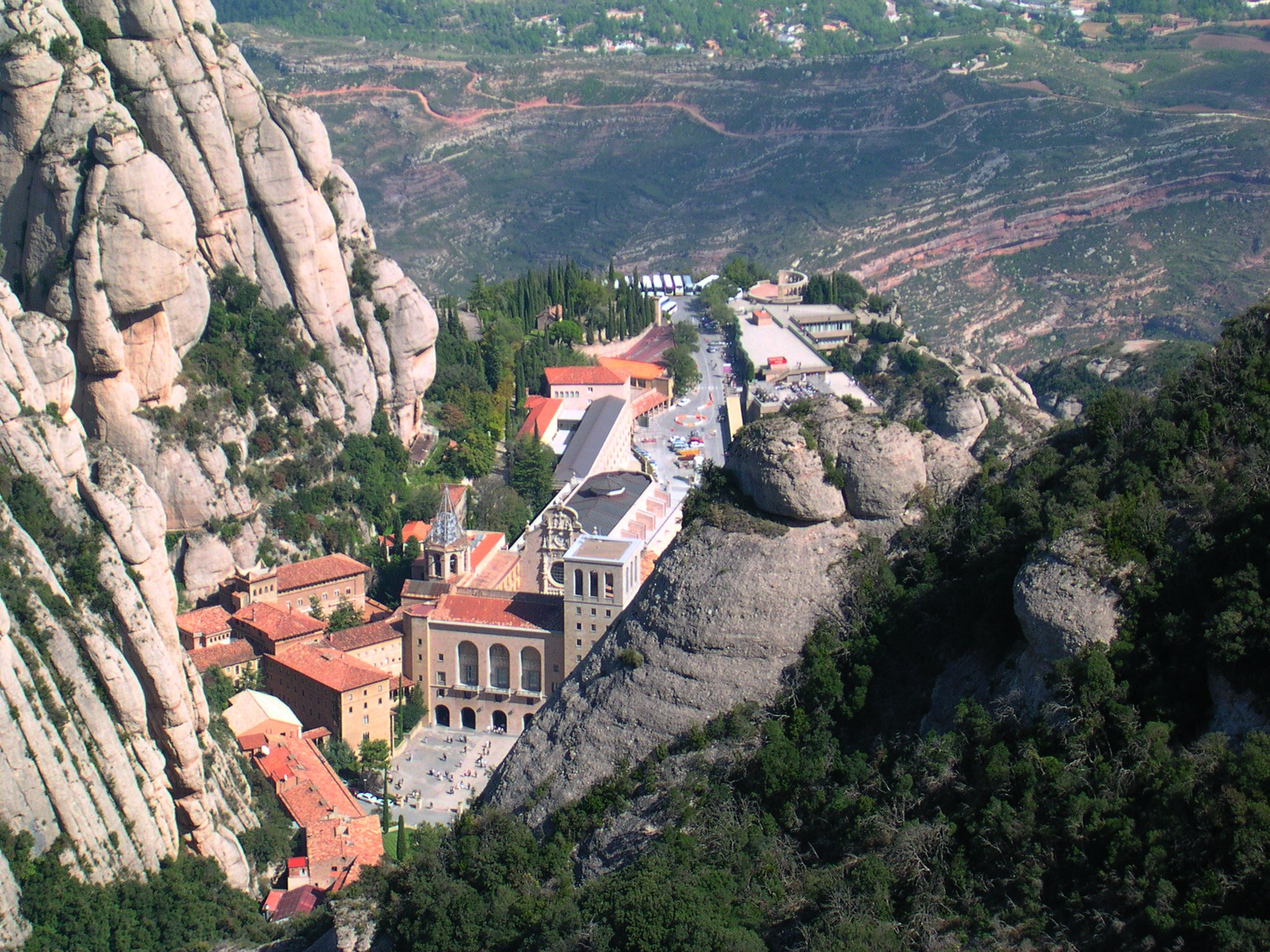
Abadia de Montserrat des de Sant Joan

García Jiménez (o Ximénez) de Cisneros (Cisneros, 1455 o 1456 - Montserrat, 27 de novembre de 1510), conegut com a abat Cisneros, va ser un reformador benedictí, autor ascètic i prior (1493-1499) i abat (1499-1510) del monestir de Montserrat.

## Vida
Cosí germà del cèlebre cardenal Francisco Jiménez de Cisneros, havia nascut a Cisneros. Cap al 1475 va ingressar al monestir de San Benito el Real de Valladolid, de l'orde de Sant Benet, on va arribar a ser-ne sotsprior. Va tenir molta influència en la formació de la Congregació Benedictina de San Benito de Valladolid, que impulsaria la reforma de l'orde a les corones de Castella i Aragó.
En 1493, en el marc de la reforma dels monestirs de l'orde benedictí per tal d'unificar-ne l'organització (que venia originada per la unió de les corones amb el matrimoni dels Reis Catòlics), va ser enviat a Montserrat, monestir que, en la reforma, quedava adscrit a la Congregació de Valladolid. Primer amb el títol de prior i després amb el d'abat, va regir el monestir-santuari català fins a la seva mort, en 1510.
No pogué estendre la reforma a cap altre monestir català i, amb els anys, ell mateix es distancià de la Congregació de Valladolid per les seves exigències econòmiques i centralitzadores. El 1510 sostragué temporalment Montserrat de l'obediència a l'abat de Valladolid. El seu gradual arrelament al país és també palès per una carta adreçada en català als consellers d'Igualada.

## Empremta a Montserrat
A Montserrat, va ser un dels seus governadors més actius i influents, reorganitzant materialment i espiritualment la comunitat i el monestir. Escriví constitucions per a les cinc seccions de la comunitat (monjos, ermitans, preveres seculars al servei del santuari, donats i escolans) i un cerimonial monàstic adaptat a les tradicions del santuari. Construí una nova biblioteca i muntà una impremta al monestir, que va regentar l'impressor alemany establert a Barcelona Joan Rosembach, on, entre altres obres litúrgiques i ascètiques, feu estampar els seus Directorio de la horas canónicas i Exercitatorio de la vida spiritual (1500).

## Obra espiritual
El seu nom ha passat a la història sobretot pel fecund magisteri espiritual que va exercir personalment i, més encara, a través dels seus escrits. Cisneros va ser el fundador d'una veritable escola espiritual que, al llarg de tres segles, va produir notables fruits de santedat i una sèrie d'escrits asceticomístics, especialment a Montserrat.
En 1500 va publicar a la impremta del monestir el Directorio de las horas canónicas i el Exercitatorio de la vida spiritual. Ambdues obres van aparèixer anònimes i en doble versió castellana (foren uns dels primers llibres impresos en castellà a Catalunya) i llatina. El Directorio constitueix essencialment un mètode per a recitar amb profit l'ofici diví, encara que sense posar atenció al seu contingut literal, i està pres en gran part del Rosetum exercitiorum spiritualium, de Juan Mombaer.
Molt més important pel seu contingut i des del punt de vista de la història de l'espiritualitat és l'Exercitatorio, una notable introducció a la vida espiritual i el primer manual d'oració metòdica escrit i publicat en llengua vulgar. Cisneros la va presentar com una compilació anònima, però de fet és una antologia personal i intel·ligent, independent, concisa i pràctica, en la qual les diverses parts, procedents d'altres obres, es compenetren i fonen a la perfecció. Entre els autors utilitzats es distingeixen els franciscans (sobretot Sant Bonaventura i Francesc Eiximenis), els cartoixans (Hug de Balmey, Nicolau Kempf, Ludolf de Saxònia) i, molt especialment, els autors del cercle de la Devotio moderna (Gerard de Zutphen, J. Mombaer, Tomàs de Kempis) i Jean Gerson, principal autor místic del moment.
L'Exercitatorio va deixar profunda empremta en l'espiritualitat dels monjos montserratins i, en general, en tota la congregació de Valladolid. Traduït a les principals llengües europees (llatí, francès, anglès, italià, alemany i català) i reeditat una trentena de vegades (a més de divuit edicions d'un Compendio del Exercitatorio de mitjan segle xvi), influí considerablement en els autors posteriors, entre els quals Ignasi de Loiola, i contribuí a l'expansió de la devotio moderna.